# Бобынин, Виктор Викторович
Виктор Викторович Бобынин (1849—1919) — российский учёный, педагог, историк математики, профессор Московского университета; один из авторов Энциклопедического словаря Брокгауза и Ефрона.

## Биография
Виктор Бобынин родился в семье мелкопоместного дворянина, сын помощника губернского секретаря. Мать, Вера Николаевна (урождённая Зверева) умерла на первом месяце жизни сына. Отец после по смерти жены продал Рославльское имение и переселился сначала в Тулу, а затем в купленное им в Одоевском уезде Тульской губернии имение, деревню
Бредихино (ныне Дубенский район Тульской области), где будущий учёный и провёл свои детские годы.
В 1860 году поступил в Тульскую гимназию, в которой со второго года обучения стал её лучшим учеником. Здесь проявились склонности его к естественным наукам, особенно к математике. С 6-го класса гимназии Виктор начала самостоятельно изучать предметы, исключённые из-за реформы 1865 года из учебного плана, проявлял интерес к геологии, минералогии, химии; особенно интересовался астрономией и космогоническими гипотезами. Весной 1866 года ему разрешили в гимназии прочесть, для желающих, курс лекций о космогонической теории Канта-Лапласа и по истории развития земной коры.
После окончания Тульской гимназии в 1867 году с золотой медалью, Виктор Бобынин поступил на отделение естественных наук физико-математического факультета Московского университета. Затем перешёл на математическое отделение, которое в 1872 году окончил со степенью кандидата.
В течение последующих десяти лет В. В. Бобынин преподавал математику, физику, космографию в различных учебных заведениях Российской империи: сначала в Нижнем Новгороде — в Нижегородской военной гимназии. Здесь 30 июня 1874 года он женился на дочери воспитателя Нижегородской военной гимназии Виктории Карловне Эрнрот.
К 1878 году Бобынин закончил работу «История индуктивного периода развития наук математических. Доисторический период». И хотя тема была согласована с Н. В. Бугаевым и А. Ю. Давидовым, диссертация не была принята к защите физико-математическим факультетом московского университета по причине, как было отмечено, преобладания в ней лингвистических и этнографических элементов. Часть из этой диссертации он опубликовал в «Математическом листке» А. И. Гольденберга в июле 1879 года.
Во второй диссертации в качестве предмета анализа Виктор Викторович Бобынин выбрал папирус Ринда. После защиты в марте 1882 года магистерской диссертации «Математика у древних египтян (по папирусу Ринде)», с октября 1882 года в качестве приват-доцента приступил к чтению в Московском университете необязательного курса истории математики, который до этого никто в России не читал.
Историю математики нам читал приват-доцент Бобынин. Говорят, он был большим специалистом в своей области, тем не менее лекции его были скучны и посещались студентами мало.В. Д. Зернов
В 1884 году В. В. Бобынин начал издание журнала по истории математики «Физико-математические науки в их прошлом и настоящем». В течение 1885—1894 годов он являлся не только издателем журнала, но и редактором и автором большинства его статей. В 1899 году он начал издавать журнал «Физико-математические науки в ходе их развития»; первый его том, состоявший из 12 номеров, он публиковал до 1905 года, но продолжения не последовало. В. В. Бобынин сотрудничал с С. А. Венгеровым и написал несколько статей для «Критико-биографического словаря русских писателей и учёных». С 1896 года принимал участие в создании «Энциклопедического словаря Брокгауза и Ефрона»: написал более трёхсот статей по математике.
В. В. Бобынин преподавал также в 4-й Московской военной гимназии, 1-м и 3-м Московских кадетских корпусах.
В 1905 году из-за проблем со здоровьем прекратил работу в издательстве и с 1907 года — свою преподавательскую работы в военно-учебных заведениях, выйдя в отставку «с мундиром и пенсией» в 892 руб. 11 коп. в год. Однако сохранил за собой чтение лекций в Московском университете.
После революции 1917 года В. В. Бобынин переехал в своё имение близ Тулы. С 1918 года жил в Туле, где преподавал математику в Тульской гимназии, и по-прежнему читал необязательный курс лекций по истории математических наук в Московском университете — в качестве профессора кафедры чистой математики физико-математического факультета (1917–1919) .
По мнению специалистов-математиков, имя Бобынина пользовалось большой известностью в России и за рубежом, но его выдающиеся научные заслуги получили официальное признание уже после Октябрьской революции. 35 лет он оставался приват-доцентом Московского университета и лишь в 1917 г. он получил профессорское звание.В. Д. Зернов
Виктор Викторович Бобынин умер в Туле от сыпного тифа и был похоронен в братской могиле в Туле на Всехсвятском кладбище.
Бобынин завещал свою библиотеку из более 5000 книг, в которой было около 100 математических рукописей XVII—XVIII веков, Московскому университету. Однако сначала, в 1919 году, его книги сначала поступили в фонды только что открывшейся Тульской библиотеки, а затем, после переписки с математическим обществом библиотека была передана в Москву.

## Труды
В. В. Бобынин первым исследовал русскую математическую рукописную литературу до XVII века, описал древние памятники русской народной математики, рукописи и редкие книги по математике. В. В. Бобынин подробно изучал развитие математических наук, начиная с учреждения военно-технических школ в России и с издания первых книг физико-математического содержания до организации Санкт-Петербургской Академии наук.
- Очерки развития физико-математических знаний в России / В. В. Бобынин. — М., 1886—1893.
- Периоды, направления и школы в развитии наук математических / В. В. Бобынин. — М., 1887.
- Русская физико-математическая библиография: Указ. книг и журн. ст. по физико-математическим наукам, вышедших с начала книгопечатания до последнего времени: В 3-х т. / В. В. Бобынин. — М., 1886—1900.- Т.1-3.
- Математика древних египтян (по папирусу Ринда). Изд. 2-е. — М.: Книжный дом «ЛИБРОКОМ», 2012.

## Память
Его имя увековечено на мемориальной табличке на Аллее Славы в посёлке Дубна Тульской области.